# سگ ژاپنی

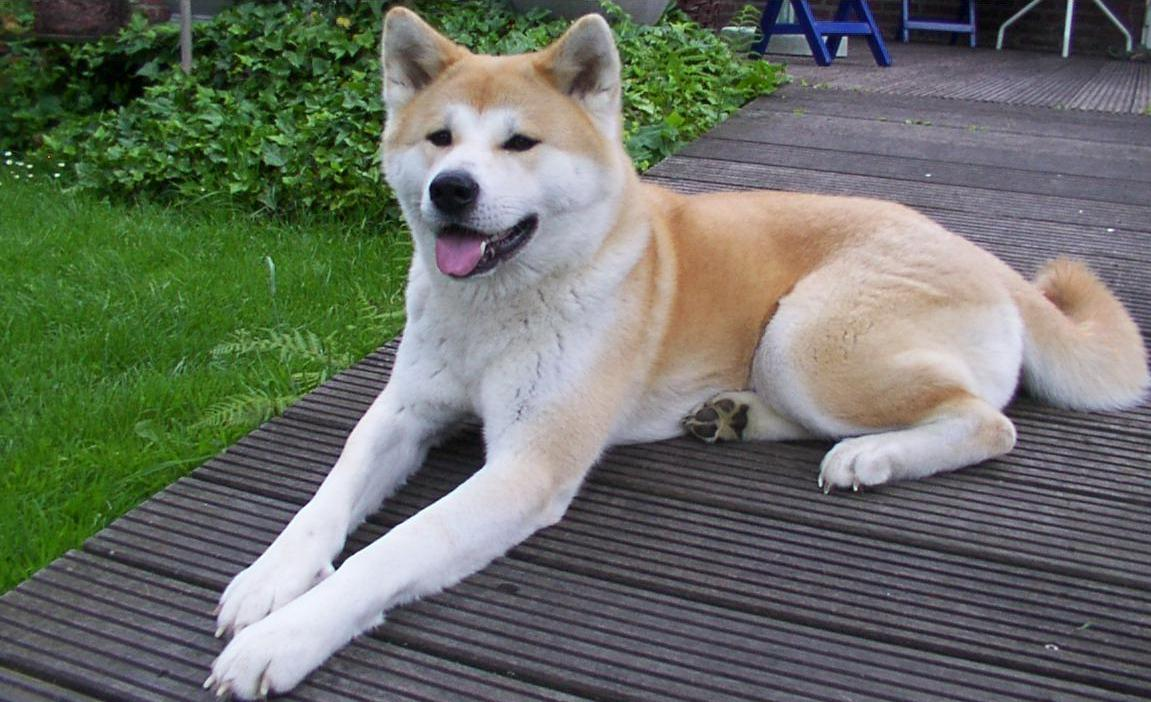
سگ ژاپنی از نژاد آکیتا (سگ)

سگ ژاپنی (به ژاپنی: 日本犬 にほんけん) یک اصطلاح عمومی برای سگ‌هایی است که از زمان‌های قدیم در ژاپن زندگی می‌کردند. هنگامی که از اصطلاح سگ ژاپنی استفاده می‌شود، به‌طور خاص به شش نژاد سگ بومی اشاره دارد که در «استاندارد سگ ژاپنی» نامگذاری شده‌است، استانداردی که توسط انجمن حفاظت سگ ژاپنی در سال ۱۹۳۴ ایجاد شد (دوره شووا 9). شش نژاد سگ به سه نوع بزرگ، متوسط و کوچک طبقه‌بندی می‌شوند. شش نژاد سگ بومی ژاپنی است این سگ‌ها عبارتند از آکیتا (سگ)، هوکایدو (سگ)، کای کن، کیشو، شیکوکو و شیبا اینو.
| نوع سگ       | قالب  | تصویر |
| ------------ | ----- | ----- |
| آکیتا (سگ)   | بزرگ  |       |
| کای (سگ)     | متوسط |       |
| کیشو (سگ)    | متوسط |       |
| شیبا (سگ)    | کوچک  |       |
| شیکوکو (سگ)  | متوسط |       |
| هوکایدو (سگ) | متوسط |       |